# Оставленные (телесериал)
«Оставленные» (англ. The Leftovers) — американский сверхъестественный драматический телесериал, созданный Деймоном Линделофом и Томом Перроттой. Транслировался на HBO с 29 июня 2014 года по 4 июня 2017 года. Сериал снят по одноимённому роману Тома Перротты и его действие разворачивается через три года после глобального события, в ходе которого исчезло 2 % мирового населения. Сериал фокусируется на жизни тех, кто остался. В центре внимания — начальник полиции Кевин Гарви (Джастин Теру), его семья, а также скорбящая вдова Нора Дёрст (Кэрри Кун) и её брат, преподобный Мэтт Джеймисон (Кристофер Экклстон). Их истории отражают попытки героев приспособиться к жизни после Ухода.
Сценарий пилотного эпизода был написан Деймоном Линделофом и Томом Перроттой, а режиссёром стал Питер Берг. Главные роли в сериале исполнили Джастин Теру, Эми Бреннеман, Кристофер Экклстон, Лив Тайлер, Крис Зилка, Маргарет Куэлли, Кэрри Кун, Энн Дауд, Реджина Кинг, Джован Адепо, Кевин Кэрролл, Джанель Молони и Скотт Гленн. Сериал был продлён на второй сезон, премьера которого состоялась 4 октября 2015 года, а завершился он 6 декабря 2015 года. 10 декабря 2015 года, по просьбе Линделофа, чтобы он смог завершить шоу, HBO продлило шоу на третий и последний сезон, премьера которого состоялась 16 апреля 2017 года, и сериал завершился 4 июня 2017 года. За три сезона сериала в эфире было показано 28 эпизодов.
Первый сезон получил в основном положительные отзывы, хотя некоторые критиковали сериал за его мрачный тон. Шоу подверглось критической переоценке во время показа второго и третьего сезонов, которые получили очень положительные отзывы, и многие критики стали называть «Оставленных» одним из величайших шоу всех времён, и особенно похвалу получили сценарий, режиссура, актёрская игра и тематическая глубина. Музыка Макса Рихтера тоже удостоилась похвалы от критиков. Несмотря на то, что во время трансляции эпизодов сериал имел средние показатели зрительских рейтингов, он приобрёл статус культового. Сериал был положительно сравнен с «Остаться в живых», предыдущим проектом, соавтором которого которого также был Линделоф.

## Синопсис
Действие «Оставленных» разворачивается спустя три года после глобального события под названием «Внезапный уход», необъяснимого, одновременного исчезновения 140 миллионов человек, 2 % населения мира, 14 октября 2011 года. После этого события основные религии пришли в упадок и появился ряд культов, самыми заметными из которых являются «Повинные» — группа одетых в белое, постоянно курящих нигилистов, и культ, возглавляемый Святым Уэйном, человеком, считающим себя вторым пришествием Иисуса Христа.
Первый сезон сосредоточен на семье Гарви и их знакомых в вымышленном городе Мейплтон, Нью-Йорк. Кевин Гарви-младший — шеф полиции. Его жена Лори присоединилась к Повинным. Их сын Томми покинул дом, чтобы стать последователем Святого Уэйна, а их дочь Джилл постоянно отыгрывается. Тем временем, скорбящая вдова Нора Дёрст и её брат, преподобный Мэтт Джеймисон, пытаются справиться со своими травмами и приспособиться к жизни после Ухода. Сюжет также следуют за Мег Эбботт, женщиной, которую постепенно вовлекает в свои ряды местная ячейка Повинных в Мейплтоне, возглавляемая Пэтти Левин. Жизни этих персонажей переплетаются и сталкиваются в разгар продолжающегося конфликта между Повинными и жителями Мейплтона.
Во втором сезоне действие переносится из Мейплтона в вымышленный город Джарден, штат Техас, где не было ни одного случая исчезновения во время Внезапного ухода. Семья Мёрфи становится ключевым фокусом сезона. Глава семьи, Джон, является начальником пожарной службы города. Его жена, Эрика, работает врачом. Их сын Майкл стремится стать священником, а их дочь, Иви, — старшеклассница, которая страдает от эпилепсии. Семья Гарви, Нора и Мэтт переезжают в Джарден как раз в тот момент, когда происходит инцидент, связанный с исчезновением трёх молодых девушек, что вызывает массовую панику и хаос, что угрожает безопасности города. Это событие заставляет семьи Гарви и Мёрфи столкнуться со своими внутренними демонами.
Действие третьего и финального сезона разворачивается три года спустя, в 2018 году, начинаясь за 14 дней до седьмой годовщины Внезапного ухода. Место действие третьего сезона перемещается между Джарденом и штатом Виктория, Австралия, где большинство главных персонажей, особенно семьи Гарви и Мёрфи, проходят эмоциональные испытания, которые заставляют их переосмыслить свою жизнь, свои убеждения и события, произошедшие в предыдущих двух сезонах. Отец Кевина, бывший начальник полиции Мейплтона, страдающий психическим заболеванием, также становится центральной фигурой в последнем сезоне. Он отправляется в духовное путешествие, чтобы исполнить загадочное предназначение, и в итоге пересекается с другими членами семей Мёрфи и Гарви.

## Актёры и персонажи

### В главных ролях
- Джастин Теру — Кевин Гарви, шеф полиции Мейплтона и отец двоих детей, который пытается сохранить некое подобие нормальности в этом новом мире.
- Эми Бреннеман — Лорелей «Лори» Гарви, жена Кевина, которая оставила свою жизнь позади, чтобы присоединиться к таинственному культу под названием Повинные.
- Кристофер Экклстон — Мэтт Джеймисон, бывший священник, а ныне редактор собственного таблоида, который выдаёт грешников. Позже он переезжает в Джарден, Техас, и становится главным в местной церкви.
- Лив Тайлер — Меган «Мег» Эбботт, женщина, которая связывается с Повинными, а позже возглавляет её более радикальную фракцию[a].
- Крис Зилка — Том «Томми» Гарви, сын Лори (которого Кевин вырастил сам), который находит убежище у таинственного гуру по имени «Святой Уэйн», прежде чем начать альтернативный культ с Лори.
- Маргарет Куэлли — Джилл Гарви, дочь Кевина и Лори, студентка, у которой сложные отношения с отцом[a].
- Кэрри Кун — Нора Дёрст, жена и мать, которая потеряла мужа, сына и дочь во время Внезапного ухода. Она — сестра Мэтта, а позже становится партнёром Кевина и приёмной матерью Лили.
- Эмили Мид — Эйми, свободная духом школьница и друг Джилл, которая живёт с семьёй Гарви в Мейплтоне. (1 сезон)
- Аманда Уоррен — Люси Уорбертон, мэр Мейплтона. (1 сезон)
- Энн Дауд — Патриция «Пэтти» Левин, глава отделения Повинных в Мейплтоне, которая продолжает преследовать Кевина после её смерти[a].
- Майкл Гэстон — Дин, человек, который, кажется, понимает, что времена изменились и действует как сообщник Кевина. (1 сезон, повторяющаяся роль в 3 сезоне)
- Макс Карвер — Адам Фрост, друг Джилл и Эйми. (1 сезон)
- Чарли Карвер — Скотт Фрост, брат-близнец Адама. (1 сезон)
- Энни Цянь — Кристин, одна из бывших «фанаток» Святого Уэйна. Она также подруга Томми и биологическая мать Лили. (1 сезон, приглашённая роль в 3 сезоне)
- Джанель Молони — Мэри Джеймисон, жена Мэтта, которая оказалась в коме в результате автомобильной аварии во время Внезапного ухода. (2-3 сезоны, повторяющаяся роль в 1 сезоне)[a]
- Реджина Кинг — Эрика Мёрфи, доктор, которая управляет центром неотложной помощи. Семья Мёрфи является соседями семьи Гарви в Джардене. (2-3 сезоны)[a]
- Кевин Кэрролл — Джон Мёрфи, муж Эрики и глава добровольной пожарной службы города. Впоследствии он женится на Лори и действует как мошенник. (2-3 сезоны)
- Джован Адепо — Майкл Мёрфи, сын-подросток Эрики и Джона. (2-3 сезоны)
- Скотт Гленн — Кевин Гарви-ст., отец Кевина и бывший шеф полиции Мейплтона, который переезжает в Австралию после его освобождения из психиатрической больницы. (3 сезон, повторяющаяся роль в 1-2 сезонах)[a]

### Второстепенные роли
- Патерсон Джозеф — Генри «Святой Уэйн» Гилкрест-мл., спаситель, который «исцеляет» людей от их бремени (1—2 сезоны)
- Натали Голд — мать Сэма, женщина, которая потеряла своего сына во время Внезапного ухода (1, 3 сезоны)
- Марселин Хьюго — Глэдис, член Повинных (1—2 сезоны)
- Фрэнк Хартс — офицер Деннис Лаки, заместитель Кевина в Мейплтоне (1 сезон)
- Уэйн Дюваль — детектив Луис Вителло (1 сезон)
- Джасмин Савой Браун — Эванджелин «Иви» Мёрфи, дочь-подросток Эрики и Джона, близнец Майкла Мёрфи (2—3 сезоны)
- Дариус Маккрэри[англ.] — Айзек Рэйни, предсказатель (2 сезон)
- Стивен Уильямс — Вёрджил, дедушка Иви и Майкла (2 сезон)
- Тёрк Пипкин — Столпник, таинственная фигура, который проживает на вершине колонны на площади Джардена (2—3 сезоны)
- Кеннет Уэйн Брэдли — рейнджер Боб (2 сезон)
- Линдси Дункан — Грейс Плэйфорд (3 сезон)[26]
- Дэмиен Гарви — Кевин Ярборо, шеф полиции Австралии (3 сезон)
- Катя Херберс — доктор Эден (3 сезон)

### Приглашённые актёры
- Брэд Лиланд — конгрессмен Уиттен (1 сезон)
- Дэвид Тёрнер — Энтони (1 сезон)
- Виктор Уильямс — Рон Дженсен (1 сезон)
- Себастьян Арселус — Даг Дёрст, муж Норы, который пропал вместе с их детьми (1 сезон)
- Билли Магнуссен — Маркус (1 сезон)
- Том Нунен — Каспер (1 сезон)
- Доминик Бёрджесс — доктор Брайан Гудхарт, австралийский учёный (2 сезон)
- Марк-Линн Бейкер — в роли самого себя (2—3 сезоны)
- Брэд Гринквист — агент по усыновлению (2 сезон)
- Шарлейн Вудард — Лоис Мейкпис (2 сезон)
- Роджер Нараян — Бхагат (2 сезон)
- Хэзер Кафка — Сьюзан (2 сезон)
- Марк Харелик — Питер (2 сезон)
- Алон Мони Абутбул — Виктор (2 сезон)
- Сэм Литтлфилд — Алмер (2 сезон)
- Бретт Батлер — Сэнди, жена Столпника и подруга Мэтта (2—3 сезоны)
- Джоэль Мюррей — Джордж Бревити, агент департамента Внезапного ухода (2—3 сезоны)
- Соня Уолгер — доктор Элисон Херберт (2 сезон)
- Билл Кэмп — Дэвид Бёртон, австралиец, появляющийся Кевину в загробной жизни (2—3 сезоны)
- Гэри Басараба — Нил, муж Пэтти (2 сезон)
- Бетти Бакли — Джейн (2 сезон)
- Билл Хек — Даррен (2 сезон)
- Адина Портер — лидер Повинных (2 сезон)
- Джейсон Дуглас — Джед (3 сезон)
- Александра Скеписи — Женщина (3 сезон)
- Дэвид Гулпилил — Кристофер Сандэй (3 сезон)
- Бенито Мартинес — Артуро (3 сезон)

## Производство и разработка
В августе 2011 года, незадолго до выхода книги, HBO выкупило права на экранизацию произведения Тома Перротты, закрепив за ним функции сценариста и исполнительного продюсера. В то же время Альберту Бергеру и Рону Йерксу были предложены должности исполнительных продюсеров сериала.
Как сообщалось, Деймон Линделоф был поклонником ранних романов Перротты, и он впервые узнал о книге из положительной рецензии от Стивена Кинга в «The New York Times» в августе 2011 года. В июне 2012 года Линделоф объявил, что он будет разрабатывать сериал вместе с Перроттой. Он стал шоураннером сериала.
В феврале 2013 года HBO заказало пилот, а в сентябре заказало первый сезон из 10 эпизодов. «Оставленные» является первым сериалом, который HBO приобрело у другой студии, которая не стала создавать сериал в пределах фирмы.
Первый сезон полностью охватывает всю книгу; второй и третий сезоны являются полностью оригинальным материалом. В апреле 2015 года сообщалось, что место действия во втором сезоне перенесётся из Мейплтона, Нью-Йорк, в небольшой городок в Техасе. Сериал перенёс места съёмок из Нью-Йорка в Остин, Техас, где близлежащий город Локхарт послужил основой для вымышленного города Джарден, Техас, и съёмочный период начался в конце апреля. Для второго сезона, где присутствуют несколько изменений, включая актёрский состав, места действий и сюжетные линии, Линделоф назвал сериалы «Прослушка» и «Огни ночной пятницы» своими источниками вдохновений.
Съёмки заключительного сезона начались в начале мая 2016 года в Остине. В июне 2016 года производство было перенесено в Мельбурн, Виктория, Австралия, где была снята оставшаяся часть сериала, там же и был завершён постпродакшн. О переезде в Мельбурн, Линделоф сказал: «Мы очень благодарны за возможность попробовать что-то, что выглядит и чувствуется иначе, по сравнению с предыдущими сезонами, и мы абсолютно не можем дождаться, когда мы доведём нашу историю до конца». Также было подтверждено, что сезон сократили до 8 эпизодов.

### Кастинг
В июне 2013 года начался кастинг. Было объявлено, что Джастин Теру, Лив Тайлер, Кристофер Экклстон, Энн Дауд, Аманда Уоррен, Майкл Гэстон и Кэрри Кун исполнят роли в пилоте.
Во втором сезоне вернулись 8 из 14 основных актёров первого сезона, в то время как Эмили Мид, Аманда Уоррен, Энни Цянь, Макс Карвер, Чарли Карвер и Майкл Гэстон не вернулись. В апреле 2015 года начался кастинг актёров для чёрной американской семьи, состоящей из отца, бывшего заключённого Джона Мёрфи; его жена-врача Эрики, у которой проблемы со слухом; и их детей-подростков, Иви, общительной спортсменки, и Майкла, благочестивого христианина. Роли Джона, Эрики и Майкла исполнили Кевин Кэрролл, Реджина Кинг и Джован Адепо, соответственно, которые стали членами основного актёрского состава. Дариус Маккрэри получил повторяющуюся роль Айзека Рэйни, друга Джона и хироманта. Стивену Уильямсу досталась повторяющаяся роль Вёрджила, доверенного лица Кевина. Джанель Молони, у которой была второстепенная роль Мэри Джеймисон в первом сезоне, была повышена до основного состава во втором сезоне.
В мае 2016 года было подтверждено, что весь основной актёрский состав из второго сезона вернётся в третьем, за исключением Дауд, и что Скотт Гленн и Джасмин Савой Браун были повышены до основного состава. Гленн указан как член основного состава в пяти эпизодах третьего сезона, в которых он появляется; в конечном счёте Браун осталась повторяющейся приглашённой звездой, появившись в трёх эпизодах сезона. 6 декабря 2016 года Линдси Дункан присоединилась к актёрскому составу, также в качестве приглашённой звезды. Дункан появилась в пяти эпизодах сезона.
Несколько членов актёрского состава не появлялись на регулярной основе в течение 3 сезона, но они указаны в эпизодах, в которых они появляются. Лив Тайлер появилась в одной сцене первого эпизода и возвращается для одного последующего появления в 7 эпизоде. Энн Дауд также возвращается в основной состав только в 7 эпизоде. Маргарет Куэлли появляется только в первом эпизоде сезона, и также присутствует последующее небольшое камео в виде её голоса. Реджина Кинг появляется лишь во 2 эпизоде, а Джанель Молони появляется в двух эпизодах. Крис Зилка в последний раз появляется во 2 эпизоде, сделав лишь одно последующее голосовое камео, но он указан как член основного состава во всех эпизодах сезона. Кроме того, члены основного состава первого сезона Майкл Гэстон и Энни Цянь возвращаются в качестве приглашённых звёзд.

### Начальные титры и музыкальная тема
В начальной заставке первого сезона звучит «The Leftovers (Main Title Theme)», оригинальное музыкальное произведение композитора Макса Рихтера, сопровождаемое изображениями наподобие фрески в стиле Сикстинской капеллы. Второй сезон использует песню Айрис Демент «Let the Mystery Be». Кроме того, начальная заставка меняется и она показывает изображения картин и людей, которые пропали без вести, а на их месте оказываются различные изображения, связанные с земными явлениями, такими как дождь, облака, полярное сияние и молния. В третьем сезоне сохраняется заставка из второго сезона, но в некоторых эпизодах звучат другие песни. Кроме того, главная тема первого сезона и песня «Let the Mystery Be» вновь звучали в предпоследнем эпизоде и в финале сериала, соответственно.
| Сезон 3 1. Нет 2. «Nothing’s Gonna Stop Me Now» — Дэвида Померанца 3. «Personal Jesus» — Ричард Чиз 4. «This Love Is Over» — Рэй Лямонтан и the Pariah Dogs 5. «Ashrei» — Бенцион Миллер 6. «1-800 Suicide» — Gravediggaz 7. «The Leftovers (Main Title Theme)» — Макс Рихтер 8. «Let the Mystery Be» — Айрис Демент |

## Эпизоды
| Сезон | Сезон | Эпизоды | Эпизоды | Оригинальная дата показа | Оригинальная дата показа |
| Сезон | Сезон | Эпизоды | Эпизоды | Премьера сезона          | Финал сезона             |
| ----- | ----- | ------- | ------- | ------------------------ | ------------------------ |
|       | 1     | 10      | 10      | 29 июня 2014             | 7 сентября 2014          |
|       | 2     | 10      | 10      | 4 октября 2015           | 6 декабря 2015           |
|       | 3     | 8       | 8       | 16 апреля 2017           | 4 июня 2017              |

## Критика

### Реакция критиков
| Сезон | Сезон | Реакция критиков  | Реакция критиков    |
| Сезон | Сезон | Rotten Tomatoes   | Metacritic          |
| ----- | ----- | ----------------- | ------------------- |
|       | 1     | 81 % (60 отзывов) | 65/100 (42 отзыва)  |
|       | 2     | 93 % (33 отзыва)  | 80/100 (22 отзыва)  |
|       | 3     | 99 % (40 отзывов) | 98/100 (17 отзывов) |

Первый сезон «Оставленных» получил в основном положительные отзывы от критиков. На сайте Metacritic он получил оценку 65 баллов из 100, на основе 42 отзывов, что указывает на «в основном благоприятные отзывы». На Rotten Tomatoes сериал получил рейтинг 81 %, на основе 60 отзывов, со средним рейтингом 7,68/10. Критический консенсус сайта гласит:

 «Его суровость и мрачность могут сделать просмотр тяжёлым, но „Оставленные“ — это искусно сделанная, заставляющая поразмыслить, драма, которая целится высоко и часто попадает в цель»
Рецензент Мэтт Фоулер из IGN дал стабильно высокие оценки всем эпизодам первого сезона, включая по 10 баллов эпизоду «Две лодки и вертолёт» и финалу сезона, «Возвращение блудного сына». Затем он дал всему первому сезону оценку 9,4 из 10, особенно похвалив сосредоточенные на персонажах эпизоды, музыку Макса Рихтера и актёрскую игру, особенно от Кэрри Кун.
Второй сезон получил признание от критиков. На сайте Metacritic он получил оценку 80 из 100, на основе 22 отзывов, что указывает на «в целом благоприятные отзывы». Rotten Tomatoes дал второму сезону рейтинг 93 %, на основе 33 отзывов, со средним рейтингом 8,73. 

«"Оставленные" продолжает быть непредсказуемым и провокационным во втором сезоне с его новым местоположением, хотя необъяснимые обстоятельства по-прежнему будут расстраивать многих зрителей»
 Алан Сепинуолл из «HitFix» дал эпизоду оценку «A»:

«„Оставленные“ по-прежнему является лучшей телевизионной драмой с началом второго сезона»; он имеет «более жёсткий фокус, но такой же мощный, захватывающий опыт» 
В своём пятизвёздочном отзыве Тодд Вандерверфф из «Vox» написал: 

«Это шоу, которое хочет вызвать в вас реакцию, будь то восхищение, ненависть или просто озадаченность. Это лучшая драма от HBO — и, следовательно, её надо увидеть».
Третий сезон получил единодушное признание от критиков. На Metacritic сезон получил оценку 98 из 100, на основе 17 отзывов, что указывает на «всеобщее признание». На Rotten Tomatoes он получил рейтинг 99 %, со средним рейтингом 9,43, на основе 40 отзывов. 

 «С надёжно амбициозным повествованием и выдающейся игрой актёров, третий сезон „Оставленных“ подходит к завершению сериала так же задумчиво, целенаправленно и уверенно, как он и начался»
Морин Райан из «Variety» написала, что заключительный сезон «потрясающий, во всех смыслах этого слова». «Оставленные» был признан лучшим телесериалом 2017 года по версии Metacritic. Алан Сепинуолл поместил третий сезон на первое место в своём списке лучших телешоу 2017 года. Эту награду он присуждал двум предыдущим сезонам в их соответствующие годы. Он сказал: 

 «Это было моё шоу года — может, десятилетия, в зависимости от того, как мы учитываем такие вещи, как „Безумцы“ и „Во все тяжкие“, которые дебютировали в 2000-х годах…<***>…Последний сезон, состоящий из восьми эпизодов, был чудом».— Алан Сепинуолл

#### Списки десятка лучших сериалов по версии критиков
| 2014 |
| --- |
| - No. 1 «HitFix» - No. 4 «IGN» - No. 5 «IndieWire» - No. 7 «Yahoo! TV» - No. 8 «Digital Spy» - No. 8 «Vox» - No. 8 «We Got This Covered» - — «The Globe and Mail» |

| 2015 |
| --- |
| - No. 1 «HitFix» - No. 1 «IndieWire» - No. 1 «IGN» - No. 1 «Rapid City Journal» - No. 1 «Screen Crush» - No. 1 «The Star-Ledger» - No. 1 «Thompson on Hollywood» - No. 2 «Cinema Blend» - No. 2 «Complex» - No. 2 «The Hollywood Reporter» - No. 2 «Lincoln Journal Star» - No. 2 «The Playlist» - No. 2 «Vox» - No. 3 «The Daily Beast» - No. 3 «Philadelphia Daily News» - No. 3 «TV Fanatic» - No. 3 «We Got This Covered» - No. 4 «Adweek» - No. 5 «Salon» - No. 6 «The A.V. Club» - No. 6 «Omaha World-Herald» - No. 6 «Paste» - No. 6 «TV.com» - No. 8 «TIME» - No. 9 «RogerEbert.com» - No. 9 «Vulture» - — «The Atlantic» - — «Flavorwire» - — «The New York Times» - — «Variety» - — «The Week» |

| 2017 |
| --- |
| - No. 1 «Indiewire» - No. 1 «Paste» - No. 1 «The New York Observer» - No. 1 «Slant Magazine» - No. 1 «Uproxx» - No. 1 «TVLine» - No. 1 «Variety» - No. 2 «The Village Voice» - No. 2 «IGN» - No. 2 Мэтт Золлер Сайтц из «Vulture» - No. 3 «The Ringer» - No. 3 «Rolling Stone» - No. 3 «TIME» - No. 4 «TV Guide» - No. 4 «Yahoo!» - — «The New York Times» |

### Награды
| Год  | Награды                                  | Категория                                                           | Номинант(ы)                                                  | Результат | Прим.  |
| ---- | ---------------------------------------- | ------------------------------------------------------------------- | ------------------------------------------------------------ | --------- | ------ |
| 2014 | Выбор телевизионных критиков             | Самый ожидаемый новый сериал                                        | «Оставленные»                                                | Победа    | [ 67 ] |
| 2014 | Hollywood Music in Media Awards          | Лучшие начальные титры — телешоу/стриминговый сериал                | Макс Рихтер                                                  | Победа    | [ 68 ] |
| 2014 | Hollywood Music in Media Awards          | Лучшее музыкальное руководство — телевидение                        | Лиза Ричардсон                                               | Номинация | [ 68 ] |
| 2015 | Выбор телевизионных критиков             | Лучший актёр второго плана в драматическом сериале                  | Кристофер Экклстон                                           | Номинация | [ 69 ] |
| 2015 | Выбор телевизионных критиков             | Лучшая актриса второго плана в драматическом сериале                | Кэрри Кун                                                    | Номинация | [ 69 ] |
| 2015 | Премия международных критиков киномузыки | Лучшая музыка в драматическом сериале                               | Макс Рихтер                                                  | Номинация | [ 70 ] |
| 2015 | Телепремия «Золотое дерби»               | Лучшая актриса второго плана в драматическом сериале                | Кэрри Кун                                                    | Номинация | [ 71 ] |
| 2015 | Спутник                                  | Лучший жанровый сериал                                              | «Оставленные»                                                | Номинация | [ 72 ] |
| 2015 | Спутник                                  | Лучший актёр второго плана в сериале, мини-сериале или телефильме   | Кристофер Экклстон                                           | Номинация | [ 72 ] |
| 2015 | Спутник                                  | Лучшая актриса второго плана в сериале, мини-сериале или телефильме | Энн Дауд                                                     | Номинация | [ 72 ] |
| 2015 | Премия Гильдии сценаристов США           | Длинная адаптированная форма                                        | Деймон Линделоф и Том Перротта за «Пилот»                    | Номинация | [ 73 ] |
| 2016 | Выбор телевизионных критиков             | Лучший актёр в драматическом сериале                                | Джастин Теру                                                 | Номинация | [ 74 ] |
| 2016 | Выбор телевизионных критиков             | Лучшая актриса в драматическом сериале                              | Кэрри Кун                                                    | Победа    | [ 74 ] |
| 2016 | Выбор телевизионных критиков             | Лучший драматический сериал                                         | «Оставленные»                                                | Номинация | [ 74 ] |
| 2016 | Выбор телевизионных критиков             | Лучшая актёр второго плана в драматическом сериале                  | Кристофер Экклстон                                           | Номинация | [ 74 ] |
| 2016 | Выбор телевизионных критиков             | Лучшая актриса второго плана в драматическом сериале                | Энн Дауд                                                     | Номинация | [ 74 ] |
| 2016 | Выбор телевизионных критиков             | Лучшая актриса второго плана в драматическом сериале                | Реджина Кинг                                                 | Номинация | [ 74 ] |
| 2016 | Телепремия «Золотое дерби»               | Лучший драматический эпизод                                         | «Международный убийца»                                       | Победа    | [ 75 ] |
| 2016 | Телепремия «Золотое дерби»               | Лучший драматический актёр                                          | Джастин Теру                                                 | Номинация | [ 75 ] |
| 2016 | Телепремия «Золотое дерби»               | Лучшая драматическая актриса                                        | Кэрри Кун                                                    | Номинация | [ 75 ] |
| 2016 | Телепремия «Золотое дерби»               | Лучший драматический сериал                                         | «Оставленные»                                                | Номинация | [ 75 ] |
| 2016 | Телепремия «Золотое дерби»               | Лучший драматический актёр второго плана                            | Кристофер Экклстон                                           | Номинация | [ 75 ] |
| 2016 | Телепремия «Золотое дерби»               | Лучшая драматическая актриса второго плана                          | Реджина Кинг                                                 | Номинация | [ 75 ] |
| 2016 | Телепремия «Золотое дерби»               | Ансамбль года                                                       | Актёрский состав «Оставленных»                               | Номинация | [ 75 ] |
| 2016 | Спутник                                  | Лучший жанровый сериал                                              | «Оставленные»                                                | Номинация | [ 76 ] |
| 2016 | Премия Ассоциации телевизионных критиков | Выдающиеся достижения в драме                                       | «Оставленные»                                                | Номинация | [ 77 ] |
| 2016 | USC Scripter Award                       | Лучший сценарий — телевидение                                       | Деймон Линделоф и Жаклин Хойт за «Ось мира»                  | Номинация | [ 78 ] |
| 2016 | Премия Гильдии сценаристов США           | Эпизод драматического сериала                                       | Деймон Линделоф и Ник Кьюз за «Международный убийца»         | Номинация | [ 79 ] |
| 2017 | Телепремия «Золотое дерби»               | Лучший драматический эпизод                                         | «Книга Норы»                                                 | Победа    | [ 80 ] |
| 2017 | Телепремия «Золотое дерби»               | Лучшая приглашённая драматическая актриса                           | Энн Дауд                                                     | Номинация | [ 80 ] |
| 2017 | Телепремия «Золотое дерби»               | Лучший драматический актёр                                          | Джастин Теру                                                 | Номинация | [ 80 ] |
| 2017 | Телепремия «Золотое дерби»               | Лучшая драматическая актриса                                        | Кэрри Кун                                                    | Номинация | [ 80 ] |
| 2017 | Телепремия «Золотое дерби»               | Лучший драматический сериал                                         | «Оставленные»                                                | Номинация | [ 80 ] |
| 2017 | Телепремия «Золотое дерби»               | Лучший драматический актёр второго плана                            | Кристофер Экклстон                                           | Номинация | [ 80 ] |
| 2017 | Телепремия «Золотое дерби»               | Ансамбль года                                                       | Актёрский состав «Оставленных»                               | Номинация | [ 80 ] |
| 2017 | Эмми                                     | Лучшая приглашённая актриса в драматическом телесериале             | Энн Дауд                                                     | Номинация | [ 81 ] |
| 2017 | Спутник                                  | Лучшая актриса в драматическом / жанровом сериале                   | Кэрри Кун                                                    | Номинация | [ 82 ] |
| 2017 | Спутник                                  | Лучший жанровый сериал                                              | «Оставленные»                                                | Номинация | [ 82 ] |
| 2017 | Спутник                                  | Лучший актёр второго плана в сериале, мини-сериале или телефильме   | Кристофер Экклстон                                           | Номинация | [ 82 ] |
| 2017 | Премия Ассоциации телевизионных критиков | Личные достижения в драме                                           | Кэрри Кун (за «Оставленных» и «Фарго»)                       | Победа    | [ 83 ] |
| 2017 | Премия Ассоциации телевизионных критиков | Программа года                                                      | «Оставленные»                                                | Номинация | [ 83 ] |
| 2017 | Премия Гильдии сценаристов США           | Эпизод в драматическом сериале                                      | Том Перротта, Деймон Линделоф и Том Спезиали за «Книга Норы» | Номинация | [ 84 ] |
| 2018 | Премия Дориана                           | Невоспетое телешоу года                                             | «Оставленные»                                                | Номинация | [ 85 ] |